# Bijvoetooglapmot
De bijvoetooglapmot (Bucculatrix noltei) is een vlinder uit de familie ooglapmotten (Bucculatricidae). De wetenschappelijke naam is voor het eerst geldig gepubliceerd in 1912 door Petry.
De soort komt voor in Europa.